# Sanyuan (Sanming)
Der Stadtbezirk Sanyuan (chinesisch 三元区, Pinyin Sānyuán Qū) ist ein Stadtbezirk der bezirksfreien Stadt Sanming in der chinesischen Provinz Fujian. Er hat eine Fläche von 800,5 km² und zählt 187.936 Einwohner (Stand: 2020). 

## Administrative Gliederung
Auf Gemeindeebene setzt sich der Stadtbezirk aus vier Straßenvierteln, zwei Großgemeinden und zwei Gemeinden zusammen. 